# Nomorhamphus celebensis
Nomorhamphus celebensis är en fiskart som beskrevs av Weber och De Beaufort 1922. Nomorhamphus celebensis ingår i släktet Nomorhamphus och familjen Hemiramphidae. IUCN kategoriserar arten globalt som otillräckligt studerad. Inga underarter finns listade i Catalogue of Life.